# 존스 자유주
《존스 자유주》(영어: Free State of Jones)는 2016년 미국의 드라마 영화로, 미국 남북 전쟁 시기 미시시피주 존스 군에서 저항 운동을 이끈 뉴턴 나이트의 삶을 다루고 있다. 게리 로스가 제작 전반을 지휘했으며, 매슈 매코너헤이가 주인공 뉴턴 나이트를 연기하였고 구구 음바타로, 마허셸랄하슈바즈 알리, 케리 러셀, 브렌던 글리슨이 조연으로 출연한다. 2016년 6월 미국에서 개봉되었다.

## 줄거리
2차 코린트 전투에서 살아남은 후, 부유한 남성이 병역을 면제받을 수 있도록 허용하는 20가지 흑인법을 알게 된 남부 연합군의 전장 의무병인 뉴턴 나이트는 그의 조카 다니엘이 강제 징집된 후 탈영한다. 치명상을 입은 후 의료 서비스를 거부당하는 동안 경찰관이 먼저 치료를 받는다. 집에 돌아온 나이트는 대니얼을 묻고 아내 세레나와 다시 연결된다. 그는 어린 아들의 병을 치료한 후 비밀리에 읽는 법을 배운 노예 여성 레이첼과 친구가 된다.
대부분이 이미 가족을 먹여 살리기 위해 고군분투하고 있음에도 불구하고 남부군이 이웃으로부터 농작물, 가축, 초안 동물을 압수하고 있다는 사실을 알게 된 후 남부 동맹에 대한 뉴턴의 환멸은 커진다. 뉴턴은 총구에서 남부군 장교 바버를 위협한다. 남부군 민병대가 그를 반역죄로 체포하라는 명령을 받았을 때 뉴턴은 탈출을 시도하는 동안 공격견 중 한 마리에게 물린다. 폐지론자 지향의 동정적인 커뮤니티 리더인 샐리 이모는 그녀의 하인 조지에게 그를 늪으로 데려가 도망친 노예 모세 워싱턴과 그의 추종자들의 보호를 받게 한다.
빅스버그가 함락된 후 남부군 탈영병들이 존스 카운티로 모여든다. 뉴턴은 이웃에게 무기를 제공하도록 설득하고 탈영병과 노예를 잘 훈련된 민병대로 조직한다. 반란군이 재산을 되찾기 위해 군 호송대를 매복하기 시작하자 바버와 그의 지휘관 후드 대령은 농장에 불을 지르라고 명령한다. 세레나는 뉴튼이 아들을 보호할 수 없기 때문에 아들과 함께 도망쳐야 한다. 후드는 군대에 재입대하는 데 동의하는 모든 반군에게 사면을 제안하지만 뉴턴의 부하 중 일부가 그를 버리고 사면을 요청하면 후드는 그의 말로 돌아가 교수형을 선고한다.
패배를 받아들이는 듯 보이는 반란군은 후드를 설득하여 군경비 아래 고인의 장례식을 치르게 한다. 갑자기 교회 아래와 관에 숨어 있던 명사수들이 군인들에게 총을 쏘고 애도자들이 코트에서 권총을 꺼내 합류한다. 군인들은 모두 죽고 뉴턴은 후드를 허리띠로 목을 졸라 죽이다. 바버는 탈출하지만 그와 카운티에 남아있는 군대는 "존스의 자유 국가"의 설립을 선언하는 반군에 의해 쫓겨난다. 미국에 대한 충성을 맹세한 반군은 남은 전쟁 기간 동안 남부군 증원군으로부터 영토를 방어한다.
뉴턴은 전쟁 후에도 계속해서 인종 불평등과 싸우고 있다. 그는 모세의 아들을 라헬의 전 주인에게 "도제"에서 해방시키는 것을 돕는다. 모세가 자유민을 유권자로 등록하는 동안 린치를 당한 후, 뉴턴은 "John Brown's Body"를 부르는 동안 유권자들의 투표 행진에 참여하는 것으로 보인다. 그는 결국 세레나와 화해하고 레이철과 아들이 있다. 법적으로 결혼할 수 없기 때문에 뉴턴은 레이철이 사망하면 농사를 짓기 위해 자신의 땅을 양도하도록 준비한다.
영화는 뉴튼의 증손자 데이비스 나이트가 1948년 미시시피주의 반오류 금지법에 따라 체포되는 것으로 끝을 맺는다. 그는 주를 떠나는 것을 거부한 죄로 5년 형을 선고 받았지만, 민권 운동이 일어나면서 법이 위헌이라고 선언되는 위험을 무릅쓰기보다는 1949년 미시시피 대법원에서 그의 유죄 판결을 기각했다.

## 출연진
- 매슈 매코너헤이 - 뉴턴 나이트
- 구구 음바타로 - 레이철 나이트
- 마허셸랄하슈바즈 알리 - 모지스 워싱턴
- 케리 러셀 - 세리나 나이트
- 브렌던 글리슨 - 낸시 터너
- 제이컵 로플랜드 - 대니얼
- 브래드 카터 - 바버 중위
- 숀 브리저스 - 섬럴
- 커크 보빌

## 같이 보기
- 노예주와 자유주